# Чимитиле
Чимитиле (итал. Cimitile) је насеље у Италији у округу Напуљ, региону Кампанија.
Према процени из 2011. у насељу је живело 7084 становника. Насеље се налази на надморској висини од 44 м.

## Становништво
Према резултатима пописа становништва 2011. у општини је живело 7.093 становника.
| 1931. | 1936. | 1951. | 1961. | 1971. | 1981. | 1991. | 2001. | 2011. |
| ----- | ----- | ----- | ----- | ----- | ----- | ----- | ----- | ----- |
| 4.159 | 4.442 | 5.058 | 5.351 | 5.107 | 6.825 | 6.537 | 6.840 | 7.093 |